# Peter Tägtgren

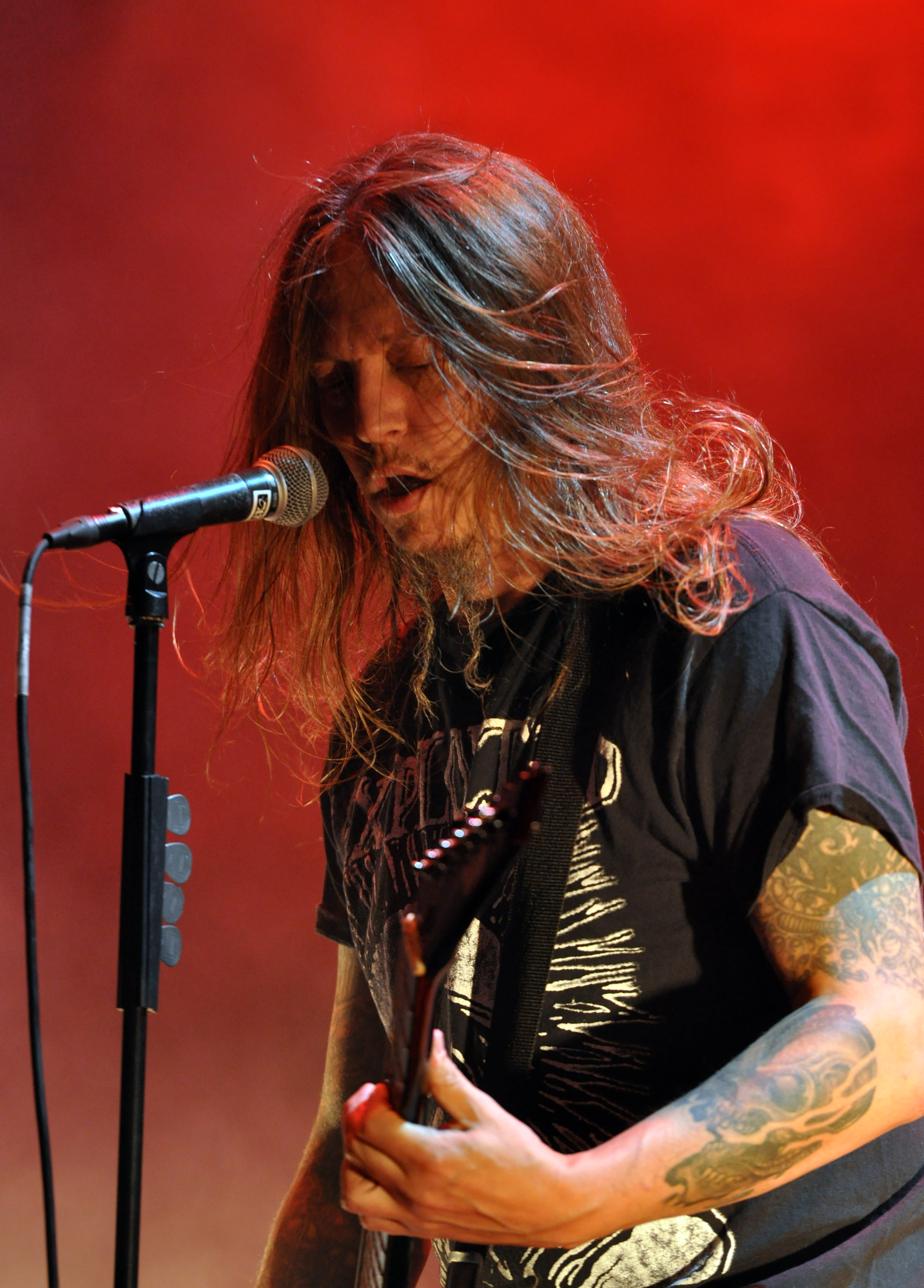
Peter Tägtgren auf dem Party.San 2013

Alf Peter Tägtgren (* 3. Juni 1970 bei Stockholm) ist ein schwedischer Multiinstrumentalist, Produzent und Komponist im Bereich des Metal. Er ist Sänger und Kopf der musikalischen Projekte Hypocrisy und Pain. Des Weiteren trat er mit dem Projekt Lindemann in Erscheinung.
Als Produzent des Abyss Studios arbeitete Tägtgren mit zahlreichen Bands zusammen, darunter Amon Amarth, Children of Bodom, Destruction, Dimmu Borgir und Sabaton.

## Karriere
Tägtgrens wichtigste Einflüsse waren der Thrash Metal und die Band Kiss.
Tägtgren begann im Alter von sieben Jahren Schlagzeug zu spielen. Für seine erste Band, Conquest, lernte er Gitarre spielen, um Lieder schreiben zu können. Die Musik der Band orientierte sich an den populären Metalbands der 1980er Jahre. Später erlernte Tägtgren noch E-Bass und Keyboard.
Nachdem Conquest sich aufgelöst hatte, wanderte er in die USA aus, wo er Kontakt mit Malevolent-Creation-Gitarrist Phil Fasciana aufnahm. Sie spielten einige Probesessions, wobei er mit dem Death Metal in Berührung kam. Tägtgren versprach ihnen, nach einem Jahr eine eigene Band mit Plattenvertrag vorweisen zu können.
1991 gründete er sein Death-Metal-Soloprojekt Seditious, für das er sämtliche Instrumente einspielte und einen Plattenvertrag bei Nuclear Blast erhielt. Nach der ersten Demoaufnahme wandelte er das Projekt in eine Band.
1994 übernahm er das Abyss-Studio in Stockholm und zog damit ein Jahr später nach Pärlby, wo er noch heute lebt. Er kaufte das gesamte Dorf und verwaltet es als Bürgermeister.
1999 produzierte Tägtgrens älterer Bruder Tommy das Album The Apocalypse Manifesto von Enthroned, an dem auch Peter als Tontechniker beteiligt war. Seitdem waren sie an vielen Alben gemeinsam beteiligt. Zudem produzierte Tommy bis 2010 die Heavy-Metal-Band Sabaton, die seit dem Album Carolus Rex ihre Alben von Peter produzieren lässt.
Während der Aufnahmen zum Pain-Album Dancing with the Dead erlitt er einen kurzen Herzstillstand. Tägtgren erholte sich zwar rasch; später inspirierte ihn dieser Vorfall zum Lied Dancing with the Dead auf dem gleichnamigen Album.
Mit der Band Bloodbath war Tägtgren als Sänger für das Album Nightmares Made Flesh tätig, ebenso mit Lock Up auf dem Debütalbum Pleasure Pave Sewers. Auch hatte er mit dem Rest der damaligen Hypocrisy-Formation ein Black-Metal-Nebenprojekt namens The Abyss, wobei Peter Tägtgren Schlagzeug und E-Bass spielte und sang, Lars Szöke und Mikael Hedlund jeweils eine E-Gitarre. Mit Szöke und Hedlund spielte er auch zeitweise bei War.
2006 spielte Tägtgren in dem schwedischen Thriller Exit (2006) eine kleine Nebenrolle. Außerdem ist der Song Walking on Glass von dem Album Psalms of Extinction in einer Szene zu hören.
Im Januar 2015 gaben Till Lindemann und Tägtgren bekannt, gemeinsam die Alternative-Metal-Formation Lindemann gegründet zu haben, welche am 19. Juni 2015 das Debüt-Album Skills in Pills veröffentlichte.
Tägtgren ist verheiratet. Sein Sohn Sebastian ist ebenfalls Musiker und spielte Schlagzeug auf dem Pain-Album Coming Home.
Im November 2020 trennte sich Tägtgren von dem Musikprojekt Lindemann, um eigene Pläne zu verfolgen.

## Gesang
Tägtgren beherrscht sowohl den klaren Gesang als auch die gutturalen Techniken des Growlgesangs und des Screamings. Er selbst ist dem Klang seiner Stimme abgeneigt und sieht sich nicht als Sänger.

## Diskografie

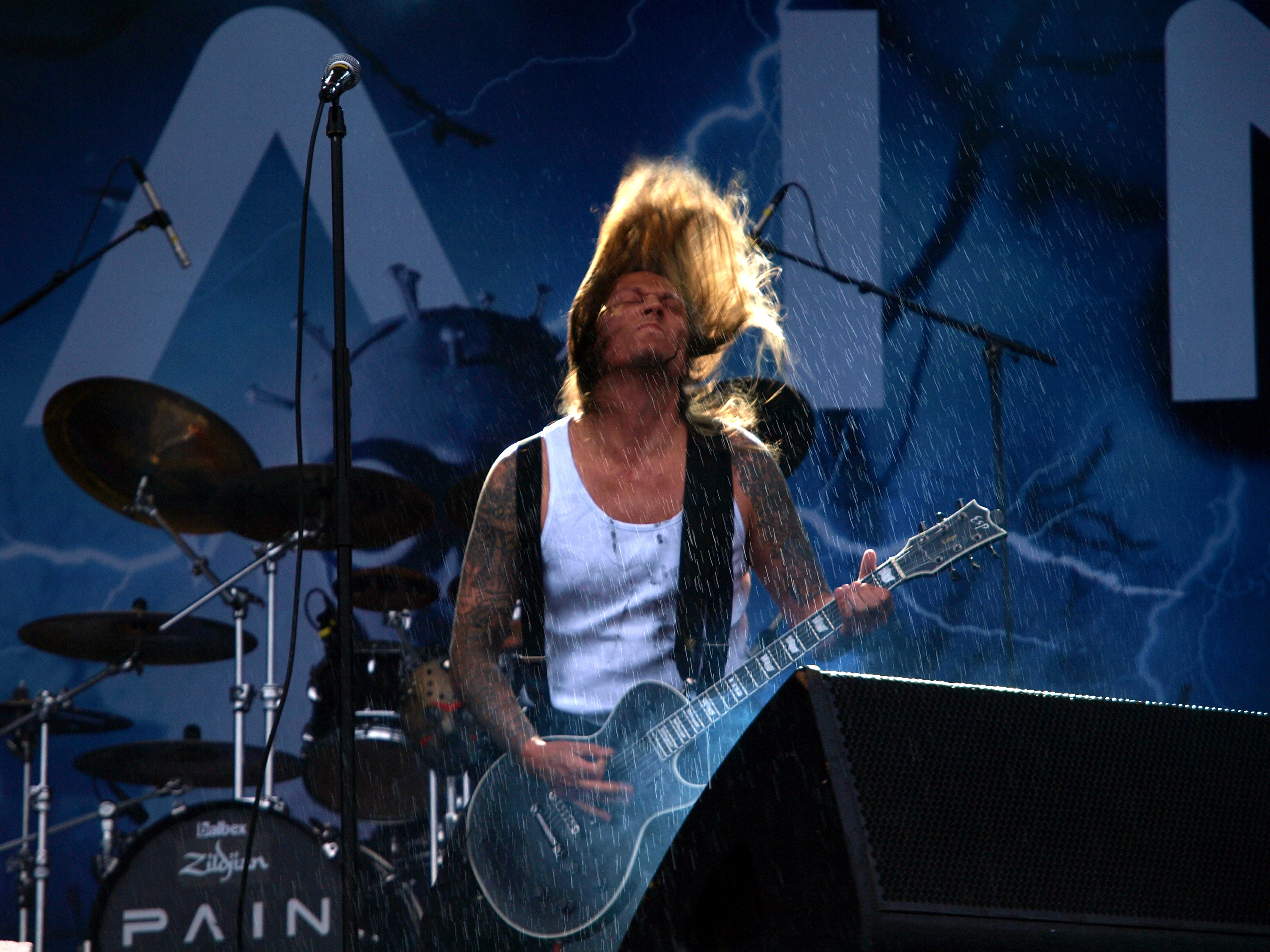
Tägtgren mit Pain, 2011

Es werden lediglich reguläre Alben geführt, für Singles, EPs und Kompilationen siehe die Einträge der Bands.
mit Hypocrisy
mit The Abyss
mit Pain
mit Lindemann
mit Dimmu Borgir
- Enthrone Darkness Triumphant (1997, Tontechnik, Abmischung)
- Spiritual Black Dimensions (1999, Produktion)
- Stormblåst MMV (2005, Tontechnik, Abmischung)

mit Amon Amarth
- Once Sent from the Golden Hall (1998, Produktion, Tontechnik)
- The Avenger (1999, Produktion, Tontechnik, Abmischung)
- The Crusher (2001, Abmischung)
- Versus the World (2002, Tontechnik, Abmischung)

mit Immortal
Für Immortal war Tägtgren stets als Produzent und Abmischer tätig.
- At the Heart of Winter (1999, Tontechnik)
- Damned in Black (2000)
- Sons of Northern Darkness (2002)
- All Shall Fall (2009)

mit Sabaton
Für Sabaton war Tägtgren von The Art of War bis The Last Stand der Produzent. Für Coat of Arms bestand seine Aufgabe lediglich in der Schlagzeugaufnahme.
- The Art of War (2008, mit Tommy Tägtgren)
- Coat of Arms (2010)
- Carolus Rex (2012, Gesang in zwei Stücken)
- Heroes (2014, Kokomposition von Inmate 4859)
- The Last Stand (2016)

Sonstige
- Algaion – Vox Clamantis (1996)
- Sorhin – Skogsgriftens Rike (1996)
- Edge of Sanity – Infernal (1997)
- Therion – A'arab Zaraq – Lucid Dreaming (1997)
- War – Total War (1997, EP, Schlagzeug)
- Lock Up – Pleasures Pave Sewers (1999)
- Bloodbath – Nightmares Made Flesh (2004, Gesang)
- Turmion Kätilöt – Grand Ball (2011)
- Amorphis – Circle (2013)

als Gastmusiker
- Tarja Turunen – The Seer (2008, Leadgitarre im zweiten Stück der EP)

als Produzent
- Raubtier – Från Norrland till Helvetets Port (2012, Abmischung, Gastauftritt im Video zu Sveriges Elit)
- Heidevolk – Batavi (2012)
- Children of Bodom – Halo of Blood (2013)
- Civil War – Gods and Generals (2015)